# Feketeföld

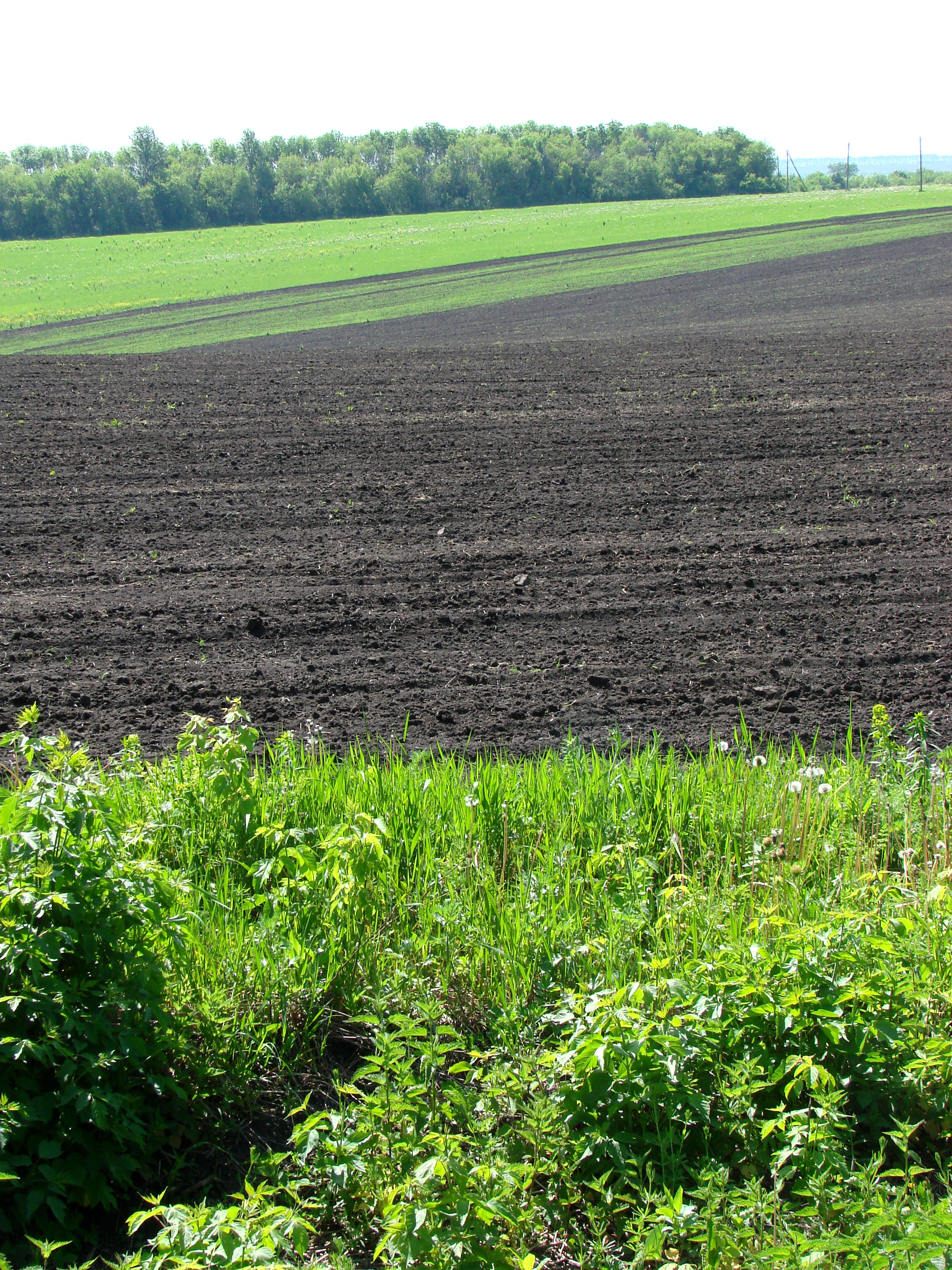
Csernozjom egyik fő előfordulási területén, Nyugat-Oroszországban

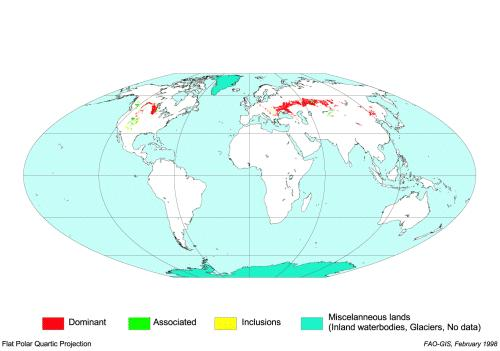
A csernozjomok földrajzi elterjedése (piros: domináns elterjedés). A legtöbb csernozjom Oroszországban és Ukrajnában található. Magyarországon elszórtan, elsősorban a Mezőföldön jellemző

A feketeföld (a magyar szakirodalomban is elterjedt orosz kifejezéssel csernozjom) fekete színű talaj, amely nagy százalékban tartalmaz humuszt, (4–16% között), valamint foszforsavat, foszfort és ammóniát. A csernozjom nagyon termékeny talaj, nagyon magas nedvesség-megtartó képességével rendkívül magas terméshozamot tud produkálni.
A csernozjomok szerkezete is nagyon jó, vagyis a növényi gyökereknek nem okoz gondot elágazni a talajban és van elég oxigén ahhoz, hogy a talaj élőlényei lélegezni tudjanak. A csernozjomokban magas a biodiverzitás és az élőlények bősége, és nagyobb mélységben aktívak, mint más talajokban, tovább javítva a talaj szerkezetét. A talaj sok kalciumot is tartalmaz, ezért nem savanyodik el könnyen. Mindezek a tulajdonságok azt jelentik, hogy a csernozjom nem igényel túl sok trágyázást vagy más talajjavítókat, és jó termést ad, feltéve, hogy fenntarthatóan kezelik. A gyakorlatban azonban ki vannak téve a rablógazdálkodást folytató mezőgazdaságnak és a talajeróziónak, a nem fenntartható talajművelési gyakorlatoknak, amelyet többek között szántás, monokultúra, öntözés, a nagyobb termésre törekvő műtrágyázás stb. okoz.
A kontinentális éghajlati övezetek gyepjeire jellemzőek, hideg telekkel, esős tavaszokkal és forró nyárral.
A csernozjomok a világ két jelentős feketeföld-övében terjednek ki, Eurázsia sztyeppéin Ukrajnától Oroszországig, valamint az alföldi préri Észak-Amerikában.
Hasonló, de kissé eltérő tulajdonságokkal rendelkező talajok (molliszolok) hatalmas területeken húzódnak az argentin pampákon.
A Magyar nagylexikon alapján:

„...egy mérsékelt kontinentális éghajlaton elterjedt zonális talajtípus. Természetes növénytakarója az évelő zárt gyep. A növényzet tavasszal dúsan tenyészik, a nyári szárazság idején a föld feletti részek, esetleg az egész  növény elszárad, az őszi esők idején ismét kizöldül; ennek eredménye, hogy sok szerves anyag termelődik és halmozódik fel a talajban. A kedvező talajképződési folyamatok eredményeképpen az A-szint vastag, humuszanyagokban gazdag, és bázisokkal (főként kalciummal) telített. A B-szint is nagy humusztartalmú. Itt gyakoriak a mészkiválások (göbök, erek). A csernozjom talajok anyakőzete rendszerint lösz. Morzsalékos szerkezetűek, víz- és tápanyag-gazdálkodásuk igen jó. Kiváló termőföldek. Eredeti vegetációjuk már ritkán fordul elő, túlnyomó részükön mezőgazdasági termelés folyik. Magyarországon nagy területeket borítanak a Kisalföldön, a Tolnai dombvidéken, a Duna–Tisza közén és a  Tiszántúlon.”

E talajokra a humuszanyagok felhalmozódása, a kedvező, morzsalékos szerkezet kialakulása, a kalciummal telített talajoldat kétirányú mozgása a jellemző. Jellemzői továbbá  az ősi füves növénytakaró alatt bekövetkezett talajképződés eredményei (a zárt fűtakarón belül egyes fák vagy kisebb facsoportok előfordulhatnak).